# Sam Bowie
Samuel (Sam) Paul Bowie (nascut el 17 de març de 1961 a Lebanon, Pennsilvània) és un exjugador professional de basquetbol de l'NBA conegut per haver estat seleccionat en el Draft de 1984 per davant de Michael Jordan.

## Institut
A l'Institut Lebanon, Bowie meravellava per la seva enorme qualitat. Promitjà 28 punts i 18 rebots per partit i fou nomenat McDonald's All-American i Parade All-American.

## Kentucky Wildcats
Posteriorment jugaria a la Universitat de Kentucky durant cinc temporades, on destacà tot i les contínues lesions que patí durant dos anys.

## NBA
En el Draft de 1984, Houston Rockets escollí en la primera posició al pivot Hakeem Olajuwon, i quan tots creien que la següent elecció seria Michael Jordan, Portland Trail Blazers va sorprendre triant a Sam Bowie. La decisió dels Blazers és considerada com un dels majors errors de la història de l'NBA.
Després de quatre temporades plagades de lesions a Portland en les quals va promitjar 10,5 punts per partit, Bowie fou traspassat juntament amb una ronda de draft a New Jersey Nets a canvi de Buck Williams el 24 de juny de 1989. Les quatre campanyes de Bowie a New Jersey foren més exitoses, promitjant 12,8 punts i 8,2 rebots per partit, sense perdre's més de 20 partits per campanya. Finalitzades les de dues temporades plenes de lesions a Los Angeles Lakers, Bowie es retirà del basquetbol professional el 1995.
Durant la seva carrera, Sam Bowie ha promitjat 10,9 punts, 7,5 rebots i 1,78 taps per partit, amb un 45,2% en tirs de camp.